# ایوان تریفونوف
ایوان تریفونوف (انگلیسی: Ivan Trifonov؛ زادهٔ ۱۵ مهٔ ۱۹۴۸) دوچرخه‌سوار اهل اتحاد جماهیر شوروی سوسیالیستی است.